# Szymon z Lipnicy
Szymon z Lipnicy (ur. między 1438 a 1440 w Lipnicy, zm. 18 lipca 1482 w Krakowie) – polski święty Kościoła katolickiego, prezbiter, kapłan z zakonu oo. Bernardynów.

## Żywot

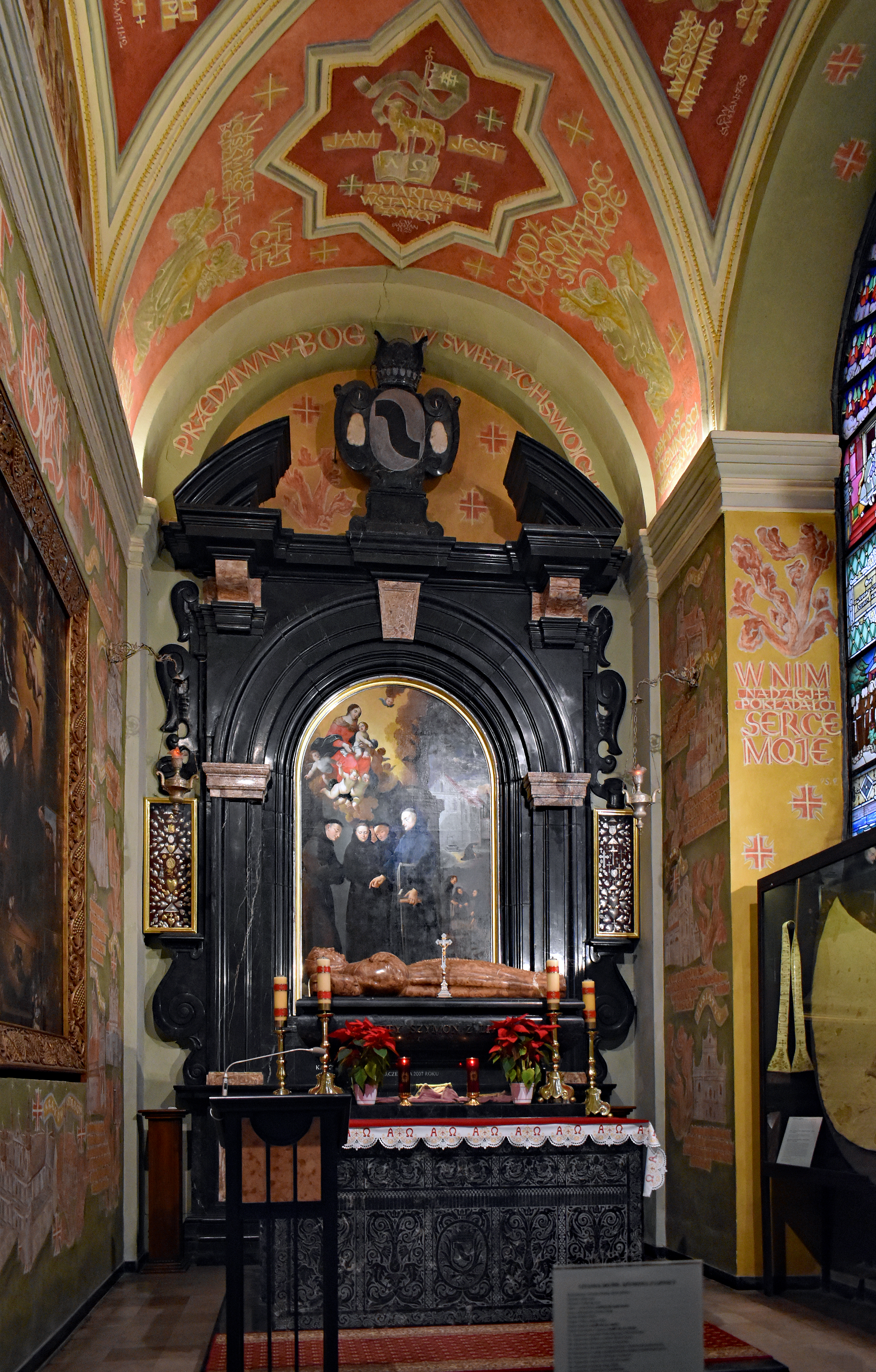
Konfesja św. Szymona w kościele bernardynów w Krakowie

Rodzice św. Szymona, Anna i Grzegorz, mimo iż nie byli zamożni, starali się zapewnić mu jak najlepsze wychowanie. W 1454 Szymon rozpoczął, a w 1457 ukończył wydział nauk wyzwolonych na studiach uniwersyteckich w Akademii Krakowskiej, uzyskując tytuł  bakałarza.
8 września 1453 św. Jan Kapistran założył w Krakowie pierwszy w Polsce klasztor Obserwantów pw. św. Bernardyna ze Sieny. Prawdopodobnie pod wpływem jego żarliwych kazań św. Szymon w 1457 wstąpił, podobnie jak wielu innych młodych ludzi w tamtym okresie, do zakonu bernardynów. Po odbyciu nowicjatu pod kierunkiem o. Krzysztofa z Varese złożył w 1458 pierwsze śluby zakonne.
Po ukończeniu studiów teologicznych Szymon otrzymał ok. 1460/1462 święcenia kapłańskie. Najpierw pełnił posługę jako przełożony tarnowskiego konwentu. Następnie przeniósł się na Stradom do Krakowa, gdzie poświęcił się głoszeniu kazań, znanych z jasności i mądrości. Podobnie jak św. Bernardyn ze Sieny i Jan Kapistran, o. Szymon szerzył nabożeństwo do Imienia Jezus, nawracając licznych grzeszników. W 1463, jako pierwszy wśród Braci Mniejszych, został kaznodzieją zakonnym i katedralnym w Krakowie – z tego powodu nadano mu tytuł praedicator ferventissimus. W życiu zakonnym odznaczał się surowością życia. Bardzo czcił Najświętszy Sakrament i Matkę Bożą.
Chcąc oddać cześć św. Bernardynowi ze Sieny, 17 maja 1472 wraz z kilkoma współbraćmi z Polski przybył do L’Aquili, by wziąć udział w uroczystości przeniesienia jego relikwii do nowej świątyni zbudowanej ku jego czci.
W 1478 ponownie przybył do Italii z okazji kapituły generalnej w Pawii. Nawiedził wówczas groby św. Apostołów Piotra i Pawła w Rzymie. Następnie udał się w pielgrzymkę pokutną do Ziemi Świętej.
Od lipca 1482 do 6 stycznia 1483 Kraków dotknięty był epidemią cholery. Wówczas franciszkanie z klasztoru bernardynów, a wśród nich św. Szymon, niestrudzenie otaczali chorych opieką. O. Szymon gorliwie opiekował się chorymi i udzielał sakramentów. Wkrótce sam zachorował. Z pokorą znosząc cierpienia choroby, przy końcu życia wyraził pragnienie, aby pochowano go pod progiem kościoła, tak by wszyscy po nim deptali.
W szóstym dniu choroby, 18 lipca 1482 roku, umarł spokojnie z oczyma utkwionymi w krzyżu. Po śmierci Szymona odnotowano ponad 370 cudownych uzdrowień i łask przypisywanych jego wstawiennictwu; grób świętego odwiedzali liczni pielgrzymi.
Pamięci Szymona z Lipnicy poświęcony jest krótki wiersz po łacinie Serve Dei Simon, tu Francisci proles, autorstwa Władysława z Gielniowa.

## Relikwie
Relikwie świętego znajdują się w bocznej kaplicy kościoła pw. Świętego Bernardyna ze Sieny w Krakowie. Fragment relikwii został w 1923 przekazany do kościoła pw. św. Szymona w rodzinnej Lipnicy Murowanej, zbudowanego na miejscu jego domu. Ponadto fragment kości świętego został ofiarowany 23 października 2009 przez OO. Bernardynów parafii w Mikołajowicach (Małopolska).

## Patronat
Św. Szymon jest jednym z patronów Krakowa, studentów i parafii.

## Dzień obchodów
Jego wspomnienie liturgiczne w Kościele katolickim obchodzone jest 18 lipca.

## Beatyfikacja i kanonizacja
Szymona wcześnie otoczono kultem, nadając mu tytuł „spragnionego zbawienia wszystkich” – Salutis omnium sitibundus.
24 lutego 1685 papież Innocenty XI zaaprobował kult Szymona z Lipnicy jako błogosławionego. 27 lipca tegoż roku nastąpiło przeniesienie relikwiarza błogosławionego z Wawelu do kościoła bernardynów w Krakowie, na Stradomiu.
Proces kanonizacyjny rozpoczął się już w latach siedemdziesiątych XVIII wieku, był jednak kilkukrotnie przerywany wskutek zawieruch dziejowych i wojen. Został wznowiony  dekretem watykańskiej Kongregacji Obrzędów 23 czerwca 1948, za pontyfikatu papieża Piusa XII.
19 grudnia 2005 papież Benedykt XVI wydał dekret o uznaniu cudownego uzdrowienia za wstawiennictwem bł. Szymona, jakie miało miejsce w Krakowie w 1943. Uzdrowiona została wówczas Maria Piątek, krakowska farmaceutka chora na zator mózgowy (sparaliżowana i pozbawiona mowy). 16 grudnia 2006 papież wydał dekret o uznaniu heroiczności cnót błogosławionego, następnie 23 lutego 2007 na konsystorzu kardynałów ustalono datę kanonizacji.
3 czerwca 2007 o godz. 10:00, w Uroczystość Trójcy Przenajświętszej, podczas mszy św. na Placu Świętego Piotra w Watykanie, papież Benedykt XVI uroczyście kanonizował bł. Szymona z Lipnicy.